# 长阳站 (北京市)
长阳站是一个位于中国北京市房山区长阳镇京良路、长政北街、长政南街交叉口，属于北京地铁房山线的地铁车站。

## 位置及结构
该站位于长阳镇的镇政府西南方向， 京良路南侧，为三层高架车站，采用岛式站台设计。

### 车站楼层
| 地上三层 站台层 |                            | █ 房山线非跨线车往东管头南 / 跨线车往国家图书馆 ( █ 9号线) （稻田） |
| 地上三层 站台层 | 島式月台，左側開門         |                                                                     |
| 地上三层 站台层 | █ 房山线往阎村东（篱笆房） |                                                                     |
| 地上二层 站厅层 | 站厅                       | 客务中心、自动售票机、进出站闸机                                    |
| 地面层          | 出入口                     | A－B出入口                                                          |

该站为房山线唯一与周边建筑进行一体化设计的车站，也是房山线为数不多的设置主题艺术墙的车站之一，站台两端的主题艺术墙《绿色家园》和《长阳新曲》使用房山自产石材建造，展示长阳镇的现代化新城生活和未来发展。
- 长阳站外观（2012年7月摄）
- 站台主题艺术墙《绿色家园》
- 站台主题艺术墙《长阳新曲》

## 出入口
|                       |                          |                         |      |            |
| 编号                  | 指示                     | 建议前往的目的地        | 照片 | 无障碍设施 |
| 出口 · A · 升降机标志 | 京良路（北侧）、长政北街 | 长阳卫生院、FCC中央城   |      |            |
| 出口 · B              | 京良路（南侧）、长政南街 | 京投港·长阳、首开熙悦湾 |      | 不適用     |
| 出口 · B · 同层       | 京投港·长阳              | 京投港·长阳             |      | 不適用     |
| 註： 設有             |                          |                         |      |            |